# Daltonova atomska teorija
Johna Daltona (1766 g.- 1844.g.) možemo smatrati ocem moderne kemije. Prvi je postavio postulate na kojima se može graditi kemijska znanost a prestaje biti filozofija. Od grčkih filozofa Leukipa i Demokrita preuzeo je pojam "atom" (grč. atomos = nedjeljiv). Na radovima A. L. Lavoisiera (Zakon o održanju mase), Josepha Prousta (Zakon stalnih omjera masa), Jeremias Benjamina Richtera (Zakon spojnih masa), nastavio je istraživanja i došao do "Zakona o umnoženim omjerima masa", koji je objavio 1802. g. Svoju proširenu teoriju iznio je 1808. u knjizi "A New System of Chemical Philosophy".
Daltonovu atomsku teoriju možemo sažeti u šest postulata:
1. Atomi su najmanje čestice nekog elementa koje mogu sudjelovati u kemijskoj reakciji.
2. Atomi istog elementa međusobno su jednakih svojstava i mase.
3. Atomi različitih elemenata imaju različita svojstva i masu.
4. Atomi jednog elementa ne mogu se pretvarati u atome drugog elementa.
5. Kemijski spojevi nastaju spajanjem atoma različitih elemenata i nastaje nova čestica molekula.
6. U određenom spoju omjer broja različitih atoma je stalan.

Navedeni postulati tumače zakone spajanja po masi Daltonovih prethodnika. Također iz postulata proizlazi da atomi nekog elementa mogu ući u kemijski spoj ili izaći iz njega, atomi se time preraspoređuju dok je njihova ukupna masa u sustavu nepromijenjena, masa reaktanata jednaka je masi produkata. Brojčani omjeri masa elementarnih tvari koje reagiraju jednaki su omjeru masa samih atoma.
Uveo je pojam relativne atomske mase (Ar), koju je nazvao atomskom težinom. Pretpostavio je za vodikov atom da ima najmanju masu i uzeo ga je kao atomsku jedinicu mase:
{\displaystyle A_{r}(H)=1\qquad A_{r}(O)=16\qquad A_{r}(X)={\frac {m_{a}(X)}{m_{a}(H)}}}
Svi postulati koje je Dalton iznio vrijede u osnovi i danas. Vrijednost njegova rada je osobito u tome što se on temelji na eksperimentalnim dokazima.